# Дракондио
Дракондио или Драменджик (на гръцки: Δρακόντιο, катаревуса: Δρακόντιον, Дракондион, до 1927 Δραμεντζίκ, Драмендзик) е село в Егейска Македония, Гърция, дем Лъгадина (Лангадас), област Централна Македония с население от 217 души (2021).

## География
Дракондио е разположено в източната част на Лъгадинското поле в западното подножие на Богданската планина (Вертискос) на Стара река (Στάρα ριέκα). Отдалечено е на 10 km югоизточно от демовия център град Лъгадина (Лангадас) и на 4 km северно от Лъгадинското езеро (Корония).
Църквата в селото е посветена на Преображение Господне.